# كريج رودي
كان كريج رودي (8 أغسطس 1968 - 4 يناير 2022) فنانًا أستراليًا، اشتهر بفوزه بجائزة أرشيبالد في عام 2004 بصورته لممثل السكان الأصليين ديفيد غولبيل .

## النشأة والتعليم
ولد رودي في 8 أغسطس 1968 في فورستفيل ، سيدني نشأ بقرب منتزهات Ku-ring-gai Chase و Garigal الوطنية . لم يسمح له والديه بالمشاركة في نشاط جسدي محدود إلا بعد تعرضه لمرض يهدد حياته.
في الثمانينيات درس تصميم وتوضيح الأزياء ، وانتقل إلى الفن والرسم حوالي عام 2001. 

## حياة مهنية
في عام 2004 فاز بجائزة أرشيبالد عن رسمه بالفحم لديفيد غولبيلل بعنوان عالمان .  فازت صورة الممثل من السكان الأصليين بجائزة أرشيبالد للصورة وجائزة اختيار الجمهور. اتخذ فنان آخر ، توني جوهانسن ، دعوى قضائية ضد معرض الفنون في نيو ساوث ويلز ترست بشأن الصورة. خاصم يوهانسن بأنه نظرًا لاستخدام رودي للفحم في عمله في الغالب ، فقد كان رسمًا وليس لوحة وبالتالي لم يكن مؤهلاً للحصول على الجائزة. لكن المحكمة العليا لنيو ساوث ويلز رفضت دعوى يوهانسن. 
بعد عام 2004 أرشيبالد ، طور رودي بذور الخشخاش ، وهي سلسلة من الصور الشخصية والعراة والدراسات الذاتية التي تم عرضها في نوفمبر 2004. تناول المسلسل متلازمة الخشخاش الطويل التي غالبا ما تصاحب النجاح في أستراليا. صورته الذاتية المزدوجة - في الصندوق كانت واحدة من المرشحين النهائيين لجائزة أرشيبالد لعام 2006 .[بحاجة لمصدر]
في أغسطس 2006 ، بيعت روديز تو وورلدز إلى جامع خاص في مزاد سوثبيز في سيدني مقابل 312 ألف دولار. وقدرت قيمتها ما بين 150 ألف دولار و 180 ألف دولار. 
في عام 2010 ، فاز رودي بجائزة اختياره الشعب لأرشيبالد عن صورته لوارويك ثورنتون بعنوان أمير الظلام .  وصل إلى نهائيات جائزة أرشيبالد في عام 2011 مع صورة للرياضية كاثي فريمان وفي عام 2020 مع صورته للمؤلف بروس باسكو .  

## الحياة الشخصية والموت
منذ حوالي عام 2001 ، عاش رودي في ثلاثة مواقع: تاماراما ، ضاحية سيدني الشرقية. المنطقة النائية لخليج بايرون ؛ وبوينس أيريس ، الأرجنتين. 
توفي رودي بسبب المضاعفات المتعلقة بـ COVID-19 في 4 يناير 2022 عن عمر يناهز 53 عامًا  نجا من قبل شريكه روبرتو ميزا مونت لمدة 20 عامًا. 

## روابط خارجية
- الموقع الرسمي
- كريج رودي في قاعدة بيانات الأفلام على الإنترنت